# 2016年4月臺灣
| << | 2016年4月 （民國105年） | >> |    |    |    |    |
| \| 日 \| 一 \| 二 \| 三 \| 四 \| 五 \| 六 \| \| \| \| \| \| \| 1 \| 2 \| \| 3 \| 4 \| 5 \| 6 \| 7 \| 8 \| 9 \| \| 10 \| 11 \| 12 \| 13 \| 14 \| 15 \| 16 \| \| 17 \| 18 \| 19 \| 20 \| 21 \| 22 \| 23 \| \| 24 \| 25 \| 26 \| 27 \| 28 \| 29 \| 30 \| \| \| \| \| \| \| \| \| |                         |    |    |    |    |    |
| 臺灣新聞動態／維基新聞 |                         |    |    |    |    |    |
| 世界／中国大陆／臺灣 |                         |    |    |    |    |    |
| 日 | 一                      | 二 | 三 | 四 | 五 | 六 |
| |                         |    |    |    | 1  | 2  |
| 3 | 4                       | 5  | 6  | 7  | 8  | 9  |
| 10 | 11                      | 12 | 13 | 14 | 15 | 16 |
| 17 | 18                      | 19 | 20 | 21 | 22 | 23 |
| 24 | 25                      | 26 | 27 | 28 | 29 | 30 |
| |                         |    |    |    |    |    |

## 大事紀

### 4月9日
- 臺北市中正區忠孝西路一段舊臺北市議會大樓拆除完畢。[1]

### 4月11日
- 肯亞台灣人遣送中國大陸事件：中華人民共和國外交部人員將在肯亞接受審判而獲判無罪的37名台灣人帶回中國大陸重新進行調查與審判，中華民國政府積極交涉中[2]。

### 4月18日
- 最高法院，鑒於八仙火災案其求償金額超過20億元，已超出八仙目前資產的18億元，因此駁回八仙的抗告訴求，假扣押確定。[3]

### 4月22日
- 臺中地檢署聯合臺中市警察局第六分局、海巡署台中查緝隊及臺中市衛生局食品藥物管理科，成立專案小組。共同偵辦調查近半年來，數起因施打「牛奶針」而暴斃的死者，並追溯其藥品來源。終於在同日晚間，專案小組齊至大里林姓醫師診所查緝搜索，計查扣相關藥品，施打名冊及帳冊等證物。[4]
- 最高法院合議庭以5大理由，維持判定鄭捷為唯一死刑定讞。[5][6]

### 4月25日
- 台北交通局同日表示，與新北市政府交通局(4月23日)的二次會議決議「雙北公車票價暫不調漲，但改採每季檢討，商討是否需要調漲票價」。[7]
- 國立新竹教育大學同日舉行校務會議，針對與國立清華大學合併乙案，進行討論與表決，最終以45票壓過（32票反對、2票廢票），並通過該合併案。[8][9]
- 江蘇旅遊團遊覽車同日下午13時20分行經國道1號北上苗栗頭屋段時，疑因操控失效，翻覆於國道，造成2死25傷。[10][11]
- 高檢署，鑒於八仙火災案，尚有事證待釐清，同日將原不予起訴的陳柏廷等8人，重新發回士檢重新偵查。[12]
- 嘉義縣家畜疾病防治所同日，載送六十九隻流浪狗與一隻貓到台南市民間收容場所，由於硬塞在密閉貨車廂內，造成到達收容場所時，有三十二隻狗死亡、五隻狗命危。[13][14]

- 屏東琉球籍漁船「東聖吉16號」，25日上午在沖之鳥礁海域作業時遭到日本公務船扣押，引發臺灣政府抗議[15]

### 4月26日
- 嘉義縣縣長張花冠因應其縣防治所昨日「動物運送專車」因故悶死數十隻流浪犬，在了解事件後，決定以「撤換防治所所長，懲處相關失職人員」作為處分。嘉義地檢署亦主動分案介入調查。[16][17]

### 4月28日
- 邱素貞瑜伽天地傳出歇業，同日，約20名該事業體之員工與瑜珈教師齊赴臺北市勞工局申訴。盼公司負責人儘快出面與員工協商。[18]
- 臺中市北屯區太和三街一建築工地，上午11時9分發生工安意外，一名工地監工人員頭部遭落下物擊中，當場死亡。[19]
- 臺北市刑事局國際科同日公佈，已於4月期間，發動第二波逮捕行動。計逮捕6人，其中含3名臺籍匯款車手，總數計逮捕國內外嫌犯共15名，初估不法獲利達新臺幣上千萬元。[20]
- 行政院會同日通過「網路販酒」法案，並另搭配相關管控機制，確認業者、交貨業者&取貨人均有嚴格限制。兒福團體認為相關配套不夠完善，質疑「為開放而開放」。[21][22]
- 桃園市同日晚間，兩名通緝犯駕贓車拒警攔查，於倒車逃竄時，意外輾斃一名7歲女童。[23]